# Гро, Кристель
Кристе́ль Гро (фр. Christelle Gros; род. 19 мая 1975, Ойонна, Рона — Альпы) — французская биатлонистка, бронзовый призёр чемпионата мира 1999 года в эстафете.

## Биография
С детства Кристель занималась лыжными гонками и только в 18 лет перешла в биатлон. Выступая среди юниоров, она смогла стать бронзовым призёром чемпионата мира. В 1996 году Гро удаётся отобраться в основную сборную команду своей страны, а ещё через год – принять участие во взрослом чемпионате мира. В 1997 году Кристель Гро становится чемпионкой Франции. Олимпиада в Нагано оказалась неудачной для спортсменки. Тем не менее, в целом олимпийский сезон 1997/1998 был довольно успешным для Кристель: ей удаётся выиграть эстафетную гонку этапа Кубка мира в составе команды Франции и подняться на подиум спринтерской гонки. В дальнейшем Кристель Гро выступала ровно и высоких результатов не показывала. Из-за этого ей пришлось пропустить зимние Олимпийские игры 2002 года в Солт-Лейк-Сити. Наиболее успешным в карьере Гро можно назвать сезон 2003/2004, по итогам которого она заняла восемнадцатое место в общем зачёте Кубка мира.
Приняла участие в соревнованиях по спортивному ориентированию на лыжах в рамках зимних Всемирных военно-спортивных игр 2010 года, где победила в обеих дисциплинах — индивидуальной и командной.

## Кубок мира
- 1997—1998 — 21-е место (104 очка)
- 1998—1999 — 46-е место (35 очков)
- 2000—2001 — 33-е место (121 очко)
- 2001—2002 — 55-е место (35 очков)
- 2002—2003 — 36-е место (73 очков)
- 2003—2004 — 18-е место (325 очков)
- 2004—2005 — 76-е место (8 очков)
- 2005—2006 — 30-е место (195 очков)
- 2006—2007 — 67-е место (16 очков)